# Mawena Yehouessi
 (avril 2025).
 (mai 2025).
Motif : absence de sources secondaires indépendantes et pérennes centrées sur cette personne. page largement promotionnelle
- Archive Wikiwix
- Bing
- Cairn
- DuckDuckGo
- E. Universalis
- Gallica
- Google
- G. Books
- G. News
- G. Scholar
- Persée
- Qwant
- (zh) Baidu
- (ru) Yandex
- (wd) trouver des œuvres sur Wikidata

| 1. | Préciser le motif de la pose du bandeau. | Précisez le motif de la pose du bandeau en utilisant la syntaxe suivante : {{admissibilité à vérifier\|date=mai 2025\|motif=remplacez ce texte par le motif}}                         |
| 2. | Informer les utilisateurs concernés.     | Pensez à avertir le créateur de l'article, par exemple, en insérant le code ci-dessous sur sa page de discussion : {{subst:avertissement admissibilité à vérifier\|Mawena Yehouessi}} |

Mawena Yehouessi, née le 20 mars 1990 à Cotonou, est une curatrice, chercheuse et artiste dont la pratique pluridisciplinaire s’ancre dans le collage, l’afrofuturisme et les Black studies. Se décrivant comme une « collisionniste », elle soutient la première thèse en Arts de la Villa Arson et de l’Université Côte d’Azur, intitulée "Poïéthiques afrofuturistes : Trimer trames à l'intersection du collage et de la curation", en 2024.

## Biographie
Née au Bénin et de nationalité française, Mawena Yehouessi est aussi originaire du Sénégal et du Togo. Ayant majoritairement grandi en France, elle poursuit des études de lettres, puis de philosophie avant de se réorienter vers la gestion culturelle.
Après avoir obtenu un CFEC de danse contemporaine au Conservatoire en parallèle de ses études, puis être passée par les classes préparatoires du Lycée Pothier puis du Lycée Louis-le-Grand, Mawena Yehouessi obtient un premier master en Philosophie Contemporaine de l’Université Paris 1 Panthéon-Sorbonne. Elle entre ensuite à l’Institut d'Études Européennes de l’Université Paris 8 Vincennes - Saint-Denis dans le parcours "Politiques et gestion de la culture en Europe". Elle y obtiendra un second master, après un échange au sein du programme GIOCA (Innovation and Organization of Culture and the Arts) de l’Université de Bologne et différentes premières expériences dans les milieux de l’art. Au sein de la foire parisienne d'art contemporain, cutlog notamment et du studio NAME architecture (anciennement R-ARE), ainsi qu’auprès de Jérôme Sans.

## Recherche et Parcours
En 2015, Mawena Yehouessi fonde le collectif Black(s) to the Future, une plateforme transmedia pour la valorisation des pratiques et pensées africaines contemporaines et afro-diasporiques,. Puisant dans l'esthétique et les héritage afro-futuristes, le collectif sera l’un des premiers à s’y intéresser directement en France, à travers notamment les deux éditions de son festival et son site internet (désormais en friche).
Inspiré d’autres initiatives afro-centrées telles que le collectif Mwasi, l’espace Khiasma et sa radio R22 ou encore l’association Cinewax, L’Afro Le site, Le Paris Noir, etc. le collectif Black(s) to the Future aura réuni différents artistes et protagnistes de la scène contemporaine francophone dont Sybil Coovi Handemagnon, Kyo Kim, Fallon Mayanja, Josèfa Ntjam, Nicolas Pirus, ou encore Tarek Lakhrissi, Eden Tinto-Collins, Nadir Khanfour, Caroline Honorien, Ibaaku, Crystallmess, Mo Laudi, Kami Awori, Ishola Akpo, Olivier Marboeuf et Nadia Yala Kisukidi.
En 2024, Mawena Yehouessi soutient la première thèse en Arts de la Villa Arson et de l’Université Côte d’Azur, intitulée « Poïéthiques afrofuturistes : Trimer trames à l'intersection du collage et de la curation », sous la co-direction de Sophie Orlando, Nadia Yala Kisukidi et Jean-François Trubert. Parmi les membres de son jury, on compte notamment Maboula Soumahoro (angliciste) et Emmanuelle Chérel (historienne de l'art).
À travers ce doctorat de recherche-création, elle déploie une approche de la curation comme soin (des personnes, des objets et des histoires qui les traversent) d’une part, et du collage comme pratique éthique et méthodologie d’émancipation collective de l’autre. Elle s’intéresse en particulier aux études noires (à travers les écrits de Fred Moten et Saidiya Hartman), aux pratiques décoloniales (par le biais de Olivier Marboeuf et Denise Ferreira da Silva (en)) ainsi qu’au cinéma (via notamment Kara Keeling (en) et John Akomfrah), le tout teinté d’une réflexion sur la mélancolie comme lieu de rencontre et d’alliance relationnelle possible (comme la rage), plutôt que simple stigmate.
En parallèle de l’écriture de cette thèse, Mawena Yehouessi réalise un film collaboratif, Sol in the Dark ; une pièce collective, NSNAMDLM ; ainsi que deux expositions, to “The Fire Next Time” et before they were none, aux côtés de l’éditrice Rosanna Puyol Boralevi (Brook) et des curatrices Daisy Lambert et Noémie Pirus-Hassid. Elle propose ainsi des expérimentations sensibles en prolongement de sa recherche, où l’idée même de collectivité est mise à l’épreuve, ouvrant à d’autres formes de compréhension des termes de communauté et d’amitié.
En janvier 2022, Sol in the Dark est sélectionné à l’occasion de la 72ᵉ Berlinale – Forum & Forum Expanded.

## Publications et Réalisations

### Commissariat d’exposition
- The Soul Station, Danielle Brathwaite-Shirley, 2024[12]
- matter gone wild, Josèfa Ntjam, 2023-2024[13].
- to ‘The Fire Next Time’, 2021-2023[14].
- before they were none, Danielle Brathwaite-Shirley, 2021-2023[15]
- MEDIUM(S), 2018-2019[16]
- Eau Palimpseste, 2018[17],[18]
- Black(s) to the Future - Festival #2, Paris (France), 2017[19]
- Black(s) to the Future - Festival #1, Paris (France), 2016[20]

### Films
- Evil N* (Joy Boy, A Tribute To Julius Eastman), 2024[21]
- Sol in the Dark, 2022[22],[23]

### Expositions collectives (comme artiste)
- In The Hours Between Dawns, IAC — Villeurbanne/Rhône-Alpes (France) / 2025[24]
- Joy Boy, A Tribute To Julius Eastman, Netwerk Aalst (Belgique) / 2025[25]
- Joy Boy, A Tribute To Julius Eastman, Desingel, Antwerp (Belgique) / 2024[26]
- Boycore Monde, Maison Des Arts, Malakoff (France) / 2024[27]
- Chaleur Humaine, Triennale Art & Industrie - Frac Grand Large, Dunkerque (France) / 2023[28]
- Quiet Refusal, Beursschouwburg, Brussel (Belgique) / 2023[29]
- Biennale Yango II - Esika Ya Makanisi, Mac Val, Vitry-Sur-Seine (France) / 2021[30]
- Sang Roses Aligné.e.s, Laboratoire-Bx, Bordeaux (France) / 2019
- A Debt Of Time, Konsthall C, Stockholm (Suède) / 2018[31]
- Futuribles, Artothèque De Strasbourg (France) / 2018
- Indifférence, Prix Sciences-Po Pour L’art Contemporain, Paris (France), 2018
- Afrocyberfeminism #4, La Gaîté Lyrique, Paris (France), 2018[32]

### Articles et Chapitres d’ouvrages
- « NSNAMDLM » in Hiérarchies du vivant, eds. Sandra Delacourt, Presses Universitaires de Rennes, 2024
- « In Their Digital Hands » in La Traverse 6, Fondation Ricard pour l’Art Contemporain, 2023
- « Collective Common Crew » in In Common, e-flux Architecture, 2023
- « Alter », A*Desk – Critical Thinking, 2022
- « Réciprocités Sororités » in Conscience u.terre.ine, eds. Tabita Rezaire, Presses du Réel, 2021
- « À plusieurs » in À plusieurs, FRAC Lorraine, 2021
- « Futures. Temps, fiction, imaginaires » in Something We Africans Got #11 : Futures, 2020
- « Faire et défaire le visible » in Croyances, faire et défaire l’invisible, Institut des Cultures d’Islam, 2020
- « Neo topos » in Klima - Research and Creation #1 : Science et Fiction, 2018
- « Fragments au soleil levant » in Le Sabot #3 : SEXE, 2018
- « Afrofuturistic Politics: Less Power, More Commitment » in The Funambulist #10 : Architecture & Colonialism, 2017